# Galleria Caltanissetta (galleria ferroviaria)
La galleria Caltanissetta è un tunnel ferroviario, a binario semplice, posto tra le stazioni di Caltanissetta Xirbi e Caltanissetta Centrale, in provincia di Caltanissetta, della ferrovia Caltanissetta Xirbi-Agrigento, in Sicilia.

## Storia
Il tunnel ha inizio poco dopo la stazione di Caltanissetta Centrale in direzione Caltanissetta Xirbi. La galleria è stata costruita sotto la parte settentrionale della città valicando il Monte San Giuliano per collegare la stazione centrale a quella di Santa Caterina Xirbi realizzando il collegamento della ferrovia Caltanissetta-Catania e quindi ottenendo il collegamento dalla stazione Caltanissetta Xirbi alla ferrovia proveniente da Agrigento e alla ferrovia proveniente da Gela, Licata e Canicattì. Il 3 novembre 1880 la stazione di Canicattì venne collegata alla stazione di Aragona Caldare collegando il capoluogo nisseno con Palermo passando per la via più lunga. Il 1º agosto 1885 venne inaugurata la Galleria di Marianopoli che aprì il collegamento più breve con il capoluogo siciliano.
La galleria è stata costruita dalla Società Italiana per le Strade Ferrate Meridionali e venne inaugurata l'8 aprile 1878 insieme alla tratta Caltanissetta Centrale-Caltanissetta Xirbi.